# Ganna (Ungheria)
Ganna è un comune dell'Ungheria di 297 abitanti (dati 2001). È situato nella contea di Veszprém.